# Kanada na Letniej Uniwersjadzie 2007
Kanadę na Letniej Uniwersjadzie w Bangkoku reprezentowało 198 zawodników. Kanadyjczycy zdobyli szesnaście medali (5 złotych, 3 srebrne, 8 brązowych).

## Medale

### Złoto
- Darryl Rudolf - pływanie, 100 metrów stylem motylkowym
- Brian Johns - pływanie, 200 metrów stylem zmiennym
- Mackenzie Downing - pływanie, 100 metrów stylem motylkowym
- Audrey Lacroix - pływanie, 200 metrów stylem motylkowym
- Drużyna softbolistek

### Srebro
- Brian Johns, Chad Hankewich, Richard Hortness, Darryl Rudolf - pływanie, sztafeta 4x100 metrów stylem dowolnym
- MacKenzie Downing - pływanie, 200 metrów stylem motylkowym
- Drużyna siatkarzy

### Brąz
- Neville Wright - lekkoatletyka, 100 metrów
- Drużyna koszykarzy
- Cathérine Roberge - judo, kategoria poniżej 70 kg
- Marylise Lévesque - judo, kategoria poniżej 78 kg
- Brian Johns - pływanie, 200 metrów stylem dowolnym
- Scott Dickens - pływanie, 100 metrów stylem klasycznym
- Annamay Pierce - pływanie, 200 metrów stylem klasycznym
- MacKenzie Downing, Caitlin Meredith, Seanna Mitchell, Annamay Pierce, Kelly Stefanyshyn - pływanie, sztafeta 4x100 metrów stylem zmiennym